# Bathysphère

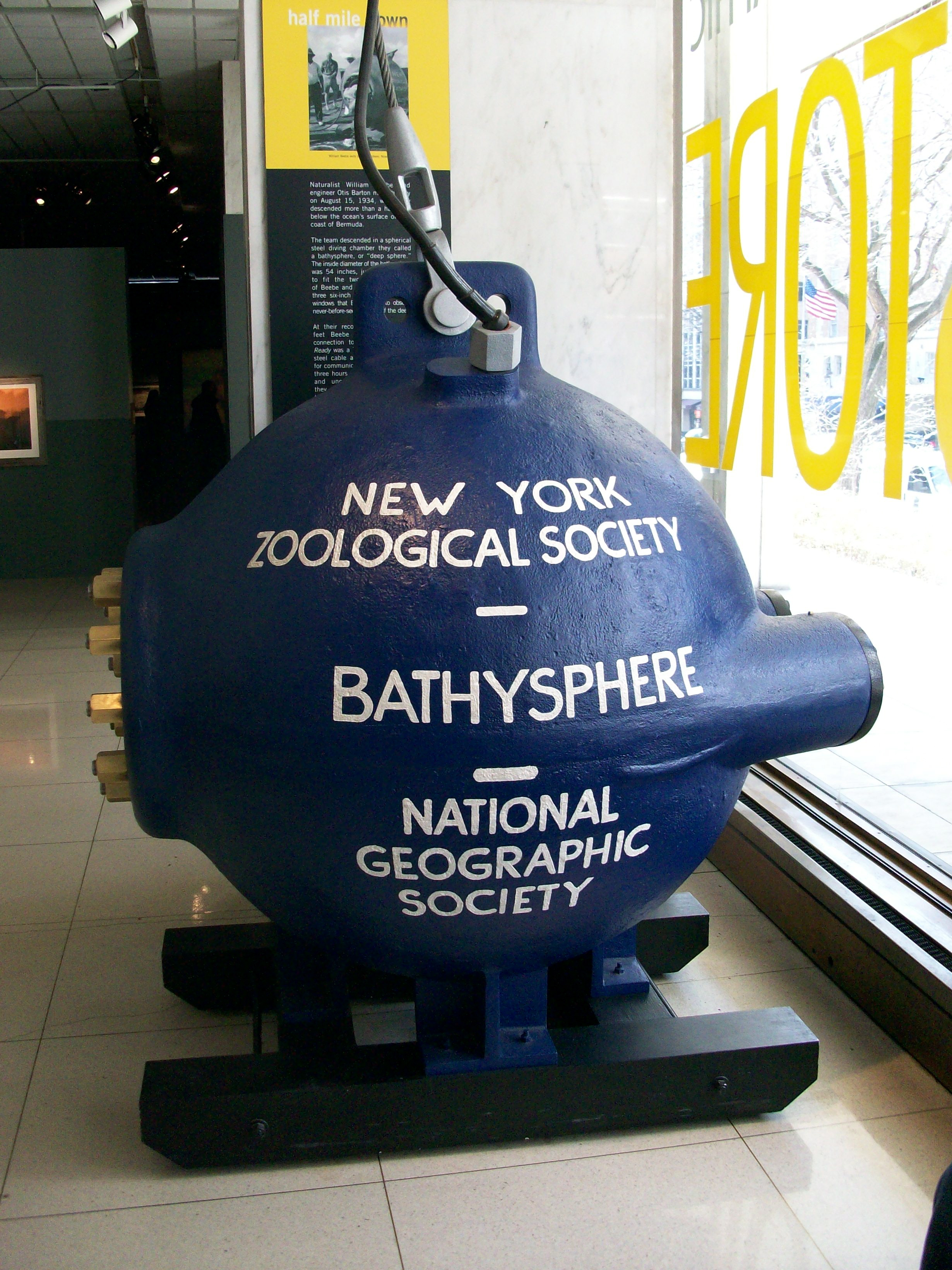
Bathysphere exposée au National Geographic Museum

Une bathysphère, du grec ancien βαθύς (bathys) profond et σφαίρα (sphaira) sphère, est un submersible sphérique sans autonomie, descendu sous l'eau à l'aide d'un câble.

## Histoire et principe
La première bathysphère est conçue par Otis Barton en 1928, financée par le naturaliste William Beebe, suivant de principe de l'hydrostat, dont les premiers prototypes remontent aux années 1840, dérivés du dispositif de la cloche à plongeur fermée.
En 1930, ils parviennent ensemble à une profondeur de 245 mètres. Deux ans plus tard, ils atteignent les 3 028 pieds (923 mètres), un record qui reste inégalé pendant 15 ans.
En plus de la pression due à la profondeur, l'un des problèmes critiques concernant la bathysphère est la résistance du câble étant donné qu'en surface le bateau est soumis à la houle tandis que la sphère, en profondeur, ne l'est pas. Ce problème est résolu par Auguste Piccard, en s'affranchissant du câble avec le bathyscaphe qui, autonome, devient un véritable ballon des profondeurs.